# Ян V Заторский
Ян V Заторский (пол. Jan V zatorski); (ок. 1455 — 17 апреля 1513) — князь заторский (1468—1494), третий сын князя Вацлава I Заторского и Марии Копачевской, дочери Урбана Копачевского, дворянина из Севежского княжества. Представитель цешинской линии Силезских Пястов.

## Биография
В 1468 году после смерти своего отца, князя Вацлава Заторского, Ян V вместе с братьями Казимиром, Вацлавом и Владиславом получили в совместное владение Заторское княжество. В момент смерти отца Ян был еще несовершеннолетним и не принимал фактического участия в управлении княжеством.
В 1474 году после раздела между братьями отцовского княжества Ян V вместе с младшим братом Владиславом получили в совместное владение половину Заторского княжества (к западу от реки Скава).
В 1477 году князья-соправители Казимир, Вацлав, Ян и Владислав Заторские заключили соглашение о взаимном наследовании владений. Несмотря на это, Ян еще в 1477 году начал переговоры со своим шурином, князем Казимиром II Цешинским, с которым также заключил отдельный договор о взаимном наследовании владений в случае смерти без потомства. Но это соглашение из-за отсутствия одобрения польского короля Казимира IV Ягеллончика, сюзерена Заторского княжества, в силу так и не вступило.
В 1482 году братья-соправители Ян V Заторский и Владислав Заторский разделили между собой принадлежавшую им половину Заторского княжества. Владислав получил денежную компенсацию и город Вадовице, которым владел до своей смерти в 1494 году.
После смерти трех своих братьев Вацлава (1484/1487), Казимира (1490) и Владислава (1494) Ян V объединил под своей властью все Заторское княжество. Ни один из четырех братьев не имел законного мужского потомства, поэтому 29 июля 1494 года князь Ян Заторский продал Заторское княжество за 80000 флоринов новому польскому королю Яну I Ольбрахту Ягеллону (1492—1501). Сам Ян Заторский сохранил за собой княжеский титул и небольшие земельные угодья. В качестве дополнительных денежных средств князь Ян Заторский получал ежегодно 200 гривен с соляных рудников в Величке.
Несмотря на то, что Заторское княжество с 1494 года уже официально являлось собственность польской короны, позиции князя Яна были настолько сильны, что он вынужден был дважды, в 1501 и 1506 годах, приносить вассальную присягу на верность польской короне.
Князь Ян V Заторский трагически погиб 17 сентября 1513 года. Он был убит богатым польским шляхтичем Вавжинцем Мышковским из Спытковице. Причина убийства была банальной. Право на использование воды из пруда, принадлежавшего Мышковскому, было предоставлено бесплатно для жителей города по приказу Яна V, что принесло владельцу пруда значительные финансовые потери. Ян V Заторский был похоронен в Заторе.
Окончательное присоединение Заторского княжества к Польскому королевству произошло 26 октября 1513 года, когда староста освенцимский Анджей Косцелецкий принял от местной шляхты присягу на верность польскому королю Сигизмунду Старому.

## Брак
В 1475/1477 году князь Ян V Заторский женился на Барбаре Цешинской (1449/1453 — 1494/1507), дочери Болеслава II, князя Цешинского, и княжны Анны Ивановны Бельской, вдове князя Бальтазара Жаганьского (1410/1415 — 1472). Этот брак был бездетным. Тем не менее, у Яна Заторского был внебрачный сын Ян (ум. до 1521), который не имел права на наследство после смерти отца (в частности, на княжеский титул).